# درست شبیه یک زن
درست شبیه یک زن (به انگلیسی: Just Like A Woman) فیلمی در ژانر موزیکال و درام به کارگردانی رشید بوشارب و با بازی سینا میلر، گلشیفته فراهانی و بهار سومخ، ساخته مشترک فرانسه، آمریکا و انگلستان در سال ۲۰۱۲ میلادی است.
رشید بوشارب کارگردان این فیلم می‌گوید که فیلم فقط مانند یک زن اولین قسمت از یک سه‌گانه درباره روابط بین امریکای شمالی و جهان عرب است.

## تولید
تولید این فیلم در ژوئن ۲۰۱۱ آغاز و در ۵ اوت ۲۰۱۱ به پایان رسید.

## داستان
داستان فیلم در مورد دو زن است که ازدواج‌های ناموفق را در زندگی تجربه کرده‌اند؛ این دو زن در شیکاگو با هم آشنا می‌شوند و به نیومکزیکو سفر می‌کنند. گلشیفته فراهانی در این فیلم نقش یک زن مهاجر عرب و رقاص را بازی می‌کندکه به اتهام قتل مادر شوهرش تحت تعقیب قرار می گیرد.

## بازیگران
- گلشیفته فراهانی
- سینا میلر
- بهار سومخ
- رشدی زیم
- تیم گونی
- جس هارپر
- چفیا بودرا